# Heinz Liesbrock
Heinz Liesbrock (* 1953 in Duisburg) ist ein deutscher Kunsthistoriker, Kurator und ehemaliger Museumsdirektor.

## Werdegang
Liesbrock schloss sein Studium der Amerikanistik, Germanistik und Kunstgeschichte in Bochum, Swansea und Washington mit einer Dissertation ab. Von 1992 bis 1999 war Liesbrock Leiter des Westfälischen Kunstvereins in Münster. Anschließend war er am Sprengel Museum in Hannover tätig. Vom März 2003 bis Ende September 2022 war Liesbrock in der Nachfolge des Gründungsdirektors Ulrich Schumacher Direktor des Museumszentrums Quadrat in Bottrop mit Josef-Albers Museum, Moderner Galerie und dem Museum für Ur- und Ortsgeschichte. Seine Forschungen, Publikationen und kuratorischen Tätigkeiten widmen sich insbesondere den Schriften des Bauhausmeisters Josef Albers, der Konkreten Kunst und Amerikanischen Kunst, Photographie und Literatur sowie den Werken von Robert Adams, William Eggleston, Walker Evans, Gotthard Graubner, Gary Hill, Edward Hopper, Donald Judd, Sol LeWitt, Agnes Martin, Giorgio Morandi, Ad Reinhardt, Stephen Shore, Raymond Chandler und Georg Trakl.
Zu seinen wichtigsten Projekten zählt die seit 2018 im Bau befindliche Erweiterung des Bottroper Museumszentrums mit einem zweiten Anbau (Entwurf von Annette Gigon vom Zürcher Büro Gigon/Guyer). Die Eröffnung fand im Rahmen eines Festaktes am 18. Oktober 2022 statt.

## Publikationen  (Auswahl)
- (Hrsg.): Josef Albers. Huldigung an das Quadrat 1950 bis 1976. Ein Beitrag zur Kunst des zwanzigsten Jahrhunderts. Mit Texten von Gottfried Boehm, Vincent Broqua, Fritz Horstman, Raimer Jochims, Donald Judd, Heinz Liesbrock, Amy Jean Porter, Jeannette Redensek, Margit Rowell, Nicholas Fox Weber. Hatje Cantz, Stuttgart 2022, ISBN 978-3-7757-5415-6; in englischer Sprache, Hatje Cantz, Stuttgart 2022, ISBN 978-3-7757-5416-3.[5]
- mit Ulrike Growe: Josef Albers. Interaction. Ausstellungskatalog Villa Hügel Essen 2018. Buchhandlung Walther König, Köln 2018, König, ISBN 978-3-96098-358-3.
- mit Ulrike Growe et al.: Josef Albers Interaction (in englischer Sprache). Yale University Press, New Haven/Connecticut 2018, ISBN 978-0-300-24083-2.
- Edward Hopper, das Sichtbare und das Unsichtbare. Hatje, Stuttgart 1992, ISBN 978-3-7757-0370-3.
- Edward Hopper. Die Wahrheit des Lichts. Trikont, Duisburg 1985, ISBN 3-88974-102-9.